# Colique du Devonshire
La « colique du Devonshire » ou « colique de Devonshire » est le nom donné à une épidémie de maux de ventre très douloureux qui a sévi durant plusieurs dizaines d'années (XVIIe et XVIIIe siècles) dans la province anglaise du Devonshire, à la suite de l'absorption régulière de faibles quantités de sels de plomb présents, pour plusieurs raisons, dans les cidres fabriqués dans cette région. 

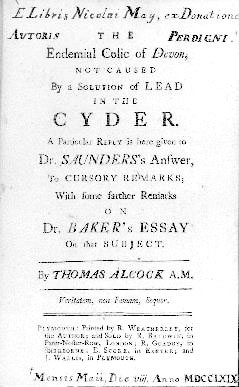
Première page d'un des ouvrages polémiques niant (à l'époque) la responsabilité du plomb dans le phénomène épidémique des coliques du Devon. Cet ouvrage a été écrit par un clérical qui était aussi producteur de cidre.

C'est une des très nombreuses formes épidémiologiques de coliques de plomb observées depuis l'Antiquité par les médecins et chroniqueurs. Des auteurs anciens et le Dictionnaire de médecine, de chirurgie, de pharmacie, des sciences… d'Isidore Bricheteau, Joseph Briand, Ossian Henry l'ont classé parmi les « coliques végétales », refusant de l'attribuer au plomb, et l'attribuant par erreur à des maux de ventre dus à une acidité excessive des fruits
« Luzuriaga lui avait de même donné le nom de colique de Madrid (qu'on montrera plus tard être une des formes épidémiologiques des coliques de plomb). Mais il est évident, d'après les causes et symptômes rapportés par ces observateurs, que la maladie qui a reçu ces diverses dénominations était ou une dysenterie ou une colite produite particulièrement par l'usage de fruits acerbes ou de boissons de mauvaise qualité. »
Ce syndrome n'a d'abord pas été repéré comme une intoxication saturnine car il était induit tantôt par une utilisation frauduleuse et cachée du plomb, tantôt par une utilisation visible du plomb (citernes à cidre doublées de plomb, couvercle de cuve en plomb…). 
Une pareille maladie a été signalée en France dès 1616 sous le nom de « colica Pictonum » (colique de Poitou). Ces coliques seront ensuite souvent citées comme exemples de l'extrême toxicité du plomb, même à faibles doses.

## Aspects historiques et épidémiologiques
Une fréquence anormale de douleurs abdominales très violentes et persistantes, parfois associées à des arthrites ou paralysies et à des délires est observée dans le Devonshire au XVIIe siècle et sera l'objet de polémiques explicatives jusqu'au début du XIXe siècle.
Le premier témoignage écrit de cette maladie date de 1655. Les symptômes décrits étaient d'abord de graves douleurs abdominales conduisant parfois à la mort. Cette maladie sera assez rapidement reliée à la consommation de cidre (la boisson traditionnelle des habitants du Devon à cette époque). On l'a d'abord attribuée à l'acidité de la boisson ou des pommes servant à la fabriquer.
Divers observateurs et médecins cherchent à en expliquer scientifiquement les causes. 
William Musgrave fait une première description scientifique de ces « coliques » qui affectent les habitants du Devon

Après lui, John Huxham (parfois nommé Jean Huxam ou Huxham par les francophones) dénommé la maladie « Colique de Devonshire ») remarquent que tous les malades ont en commun de consommer des cidres provenant des mêmes marchands. 

Comme leurs prédécesseurs, ils attribuent d'abord les symptômes à des cidres trop aigres ou acides. Puis, on commence alors à soupçonner les cidres lithargiés.
Certains auteurs évoquent le plomb parfois utilisé pour doubler et étancher des cuves ou dans certains ustensiles utilisés pour produire le cidre, ou pour le boire (gobelets ou cruches vernissées d'un mauvais émail riche en plomb, chez les pauvres) ;
« Depuis onze ans environ (C'est-à-dire depuis 1767), on a beaucoup écrit en Angleterre sur la maladie qui est le sujet de cet ouvrage , & la dispute s'est échauffée à un point qui n'est pas ordinaire dans les discussions de cette nature. Les uns ont prétendu qu'il falloit imputer la colique de Devonshire au plomb dont on fait fréquemment usage dans les cuves à cidre; d'autres ont soutenu par des raisons  très apparentes, que ce n'étoit pas la véritable cause ; & chacun est resté dans son sentiment Il paroît cependant, quoi qu'en disent les derniers, que le plomb produit la colique de Devonshire ; & c'est le sentiment de M. Hardy. Il a remarqué que les pauvres & les gens du peuple étoient beaucoup plus sujets à cette maladie que les gens riches, & il a conjecturé que cela pouvoit venir des vases dont les premiers se fervent pour boire , &. qui font pour l'ordinaire des cruches de terre vernissées. En examinant ces cruches, il a trouvé que le plomb employé dans la vernissure étoit très-considérable, &. qu'il le dissolvoit dans le cidre & dans les autres boissons. Il s'est donc cru en droit de conclure que le plomb est la véritable cause de la colique de Devonshire, d'autant plus que les autres eau es qu'on assigne à cette maladie, 'n'en expliquent pas si bien tous les effets. »

## Suspicion de causes
C'est un médecin dénommé George Baker qui le premier pense à l'implication du plomb, mais cette explication ne sera immédiatement acceptée et sera même source de controverse.

Un autre médecin, l'un des premiers s'étant spécialisé dans la toxicologie du plomb évoque la prise de conscience de Backer comme suit ; 
Baker « fut frappé du peu d'analogie qu'il y a entre le suc de pomme, même le plus acerbe, et la qualité vénéneuse du plomb, ainsi que de la parfaite identité de la maladie qui régnait dans le Devonshire avec celle qui est l'effet des différentes préparations de ce métal ».
« Ne pouvant donc supposer que deux causes si différentes pussent produire des effets si identiques, il ne voulut point adopter, sans examen préalable, l'opinion généralement accréditée par Huxham sur la cause de la colique de Devonshire. Ce célèbre médecin et chimiste anglais tenta donc des expériences dans le but de découvrir le plomb dans quelque adultération frauduleuse ou accidentelle que le cidre du comté de Devon avait soufferte ».

## Preuves scientifiques de la présence de plomb dans les cidres du Devonshire
Au moyen de réactifs chimiques (sulfure d'ammoniaque, chaux et potasse), et en présence de plusieurs membres de la Société royale des sciences de Londres (Saunders, Hewton, Ruston), G. Backer met physiquement en évidence la présence cachée de « préparations saturnines » dans des cidres du Devonshire. Pour cela
« George Baker fit évaporer également des cidres du Devon ; leur résidu réduit en cendre, et traité par les réactifs, y laissa découvrir du plomb métallique ; dix huit bouteilles de cidre donnèrent quatre grains et demi de ce métal. Les cidres d'une contrée voisine, le comté d'Hereford, n'offrirent aucun précipité de sulfure de plomb, par leur mélange avec des sulfures. On ne put découvrir non plus, dans le résidu de leur évaporation, aucune parcelle de plomb ».
« Cette double expérience, faite avec le plus grand soin, et répétée plusieurs fois avec le même succès, ne pouvait laisser aucun doute dans les esprits sur la présence du plomb dans le cidre du Devonshire » précise Tanquerel. Pourtant la publication de ces résultats a suscité des réactions hostiles des fabricants de cidre, qui ont tenté de défendre leurs produits.

## Enquête sur l'origine possible du plomb
Plusieurs sources apparaissent, évidentes, ou cachées...
- Dans le Devonshire on se servait alors de plomb métallique pour doubler et sceller « les moulins et les pressoirs » où l'on écrasait les pommes, ainsi que les cuves destinées à recevoir leur jus pour l'y laisser fermenter[5].
- « Les fermiers avaient aussi l'habitude d'introduire un morceau de plomb dans leur tonneau, afin de retarder la fermentation acide ! » s'étonne Tanquerel[5].
- Les aubergistes « renfermaient dans des citernes recouvertes de plomb leur cidre pétillant, dans la crainte qu'il ne devînt acide »[5] ; alors  « Quoi de plus naturel alors que la formation d'oxide et d'acétate de plomb, aux dépens du métal, de l'acide acétique provenant du jus de pomme, et de l'air atmosphérique ?
Ces parcelles de préparations saturnines, étant mélangées avec le cidre, empêchaient ou retardaient la fermentation acide, mais elles devaient nécessairement occasionner des accidents, comme la colique, chez ceux qui en faisaient usage »[5].

Dans les années 1760, George Baker élimine définitivement l'hypothèse d'un cidre trop aigre, en citant les habitants des villes et comtés voisins d'Hereford, Glocester, et Worcester, etc., qui buvaient tout aussi couramment des cidres très aigres, sans contracter cependant la colique saturnine. Or, note-t-il dans ces contrées, on n'employait jamais de plomb dans les ustensiles utilisés pour faire le cidre.
Mais G.Baker et le Dr Wall (du comté de Worcester) notent plusieurs indices en faveur d'une cause saturnine (induite par le plomb) :
- une année très abondante en pommes, un fermier des environs de Worcester, manquant de « vaisseaux » (tonneaux) pour ramasser son cidre, en remplit provisoirement une grande citerne doublée de plomb (le plomb était assez facilement disponible à cette époque et présentait une grande facilité de mise en œuvre et de soudure. On en faisait notamment des citernes d'eau de pluie, dont on a montré à Amsterdam qu'elles étaient aussi une cause de saturnisme). Ce fermier laissa son cidre entrer en fermentation dans cette cuve, « le temps qu'il se fût procuré des tonneaux ». « Toutes les personnes qui burent de ce cidre furent attaquées de la colique, et le Dr Wall en eut onze à la fois dans son hôpital, Le même médecin avait aussi traité depuis peu trois personnes de cette maladie, occasionnée par du cidre fait dans une presse couverte de plomb »[5].
- Toujours en Angleterre, Baker raconte[5] que « plusieurs propriétaires du comté de Kent, ayant fait bouillir du cidre dans des vases de plomb, tous ceux qui en burent furent atteints de colique saturnine ».
- Dans un autre cas la suppression de la cause suspectée supprime la maladie : « Dans les terres du duc de Sommerset, on fit arriver du cidre dans une citerne doublée de plomb. Tous ceux qui en buvaient eurent la colique ; aussitôt qu'on supprima la citerne, il ne se développa plus de colique. (In loco citato). »[5]
- De plus dans le Devon on utilisait de la grenaille de plomb pour nettoyer les cuves (ou les rendre plus aptes à la conservation des alcools ?).

Près d'un siècle après les premiers constats, il reste difficile de faire la part de toutes les sources possibles de plomb, mais la responsabilité de ce métal ne laisse plus de doute. Une fois les conclusions de G. Baker acceptées et l'élimination du plomb des pressoirs à cidre et des cuves assurées, les symptômes de coliques de plomb ont fortement régressé. Tanquerel conclut ainsi 
« Aujourd'hui que le plomb n'entre plus dans la composition des pressoirs destinés à écraser les pommes, ni dans les vases destinés à contenir le cidre du Devon, on n'observe plus dans ce pays la colique décrite par Huxham, qui n'était, il faut le confesser maintenant, qu'une colique saturnine. » En 1818, le fils de Baker a indiqué qu'il était maintenant « peu connu » dans le Devon.
Tanquerel ajoutera un autre argument en faveur de la toxicité du plomb quand il est en contact avec de l'alcool ou des boissons acides :
« Fothergill rapporte l'observation suivante : « Deux personnes du même endroit achetèrent ensemble et partagèrent un tonneau de cidre destiné à leurs ouvriers. Les ouvriers de l'un des acheteurs furent atteints de tous les symptômes de la colique saturnine, à un degré plus ou moins intense; ceux de l'autre ne furent nullement incommodés ; mais les premiers reçurent du cidre dans des vases vernis, et les seconds dans des tonnelets. Le cidre avait en partie dissous le vernis, dans la composition duquel entraient des oxides de plomb, ce qui rend évidente la cause de la maladie. ».
À la même époque ou un peu plus tôt ou plus tard, on a montré ou on montrera que le vin, la bière le poirée ou d'autres alcools tels que le rhum sont également concernés (alcools frelatés au plomb, ou produits dans des contenants contaminés), avec des symptômes parfois confondus avec la colique saturnine des peintres (quand ces derniers en sont victimes) ; dans une lettre au médecin anglais Baker, John Hunter (citée par Baker et reprise par Tanquerel) dit que :
La colique des peintres, devenue si fréquente à Boston et à la Jamaïque, provenait de l'emploi des vases de plomb dans la distillation du rhum, et que depuis l'intervention du gouvernement à cet égard, cette maladie avait considérablement diminué; il n'y eut plus alors que les individus qui travaillaient les préparations de plomb qui furent atteints de la colique saturnine.
Tanquerel ne s'en étonne pas, citant Van-Swieten qui a vu  une famille entière atteinte de colique saturnine, après s'être « servie, pour préparer ses aliments, d'une eau qui avait séjourné dans des vases de plomb. (Ed. lat. Année 1769, t. III.) »
Avant cela, la méthode scientifique est déjà appelée pour faire les preuves par l'analyse physicochimique. Par exemple, en 1793, dans leur Cours élémentaire de matière médicale Louis Desbois de Rochefort et Jean-Nicolas Corvisart de Marets nous apprennent que :
« Les marchands de vin, qui sophistiquent le vin, & le rendent plus sucré avec la litharge, le minium, ou même le blanc de plomb, qui est un sel acéteux de saturne : aussi ceux qui sont obligés de boire de ce vin, sont sujets à des indispositions, à de légères coliques, à des constipations, à quelques légères envies de vomir, à des faiblesses dans les membres. 
Pour s'assurer si ces symptômes sont dus au plomb, il faut essayer le vin. 
Pour cela, on verse dans le vin un peu de foie de soufre en liqueur. 
« Si le précipité, que ce foie de soufre occasionne toujours, est blanc, ou n'est coloré que par le vin, c'est une marque que ce vin n'est point altéré par le plomb : si, au contraire, ce même précipité est sombre, brun ou noirâtre, c'est une preuve qu'il en contient. On reconnoît encore que le vin est altéré par la litharge & autre chaux de plomb, en en faisant évaporer quelques pintes à siccité ; fondant ensuite le résidu dans un creuset, on retrouve, dans ce cas, un petit culot de plomb réduit au fond du creuset après la fonte » (pour la partie de plomb qui ne s'est pas évaporée si la température était vive)
 L'auteur ajoute : « On frelate de même la bière, le cidre, le poirée, pour leur donner un goût plus doux. Huxham  a décrit la colique de Devonshire, produite, selon lui, par l'acidité de la bière ; mais en effet, parce que les tonneaux étoient intérieurement cerclés de plomb. Dans le Poitou, où les vins sont assez aigres & peu spiritueux, les marchands les dulcifient avec le plomb : aussi la colique de plomb étoit-elle originairement connue sous le nom de colique du Poitou ("colica Pictonum"). » 
Cette colique de Poitou, décrite en 1616 par François Citois, est attribuée aux effets du plomb par Théodore Tronchin en 1757.